# Gunnar Petri
Gunnar Göran Bengt Petri, född 7 april 1944, är en svensk jurist, musikadministratör och författare.
Petri var kanslisekreterare i Finansdepartementet från 1967 och blev kansliråd 1973. Han blev departementsråd i Budgetdepartementet 1976, statssekreterare i Försvarsdepartementet 1978–1980, generaldirektör för Försvarets rationaliseringsinstitut 1981–1988, VD för Stim 1988–2003 och därefter dess styrelseordförande till 2012. Petri invaldes den 11 maj 1993 som ledamot nr 865 av Kungliga Musikaliska Akademien och var dess preses.
Han disputerade 2008 vid Uppsala universitet på en avhandling om författarrätt. 
Petri är författare till ett antal böcker, främst biografier och skrifter inom området upphovsrätt.